# Johanneskirche (Wuppertal)

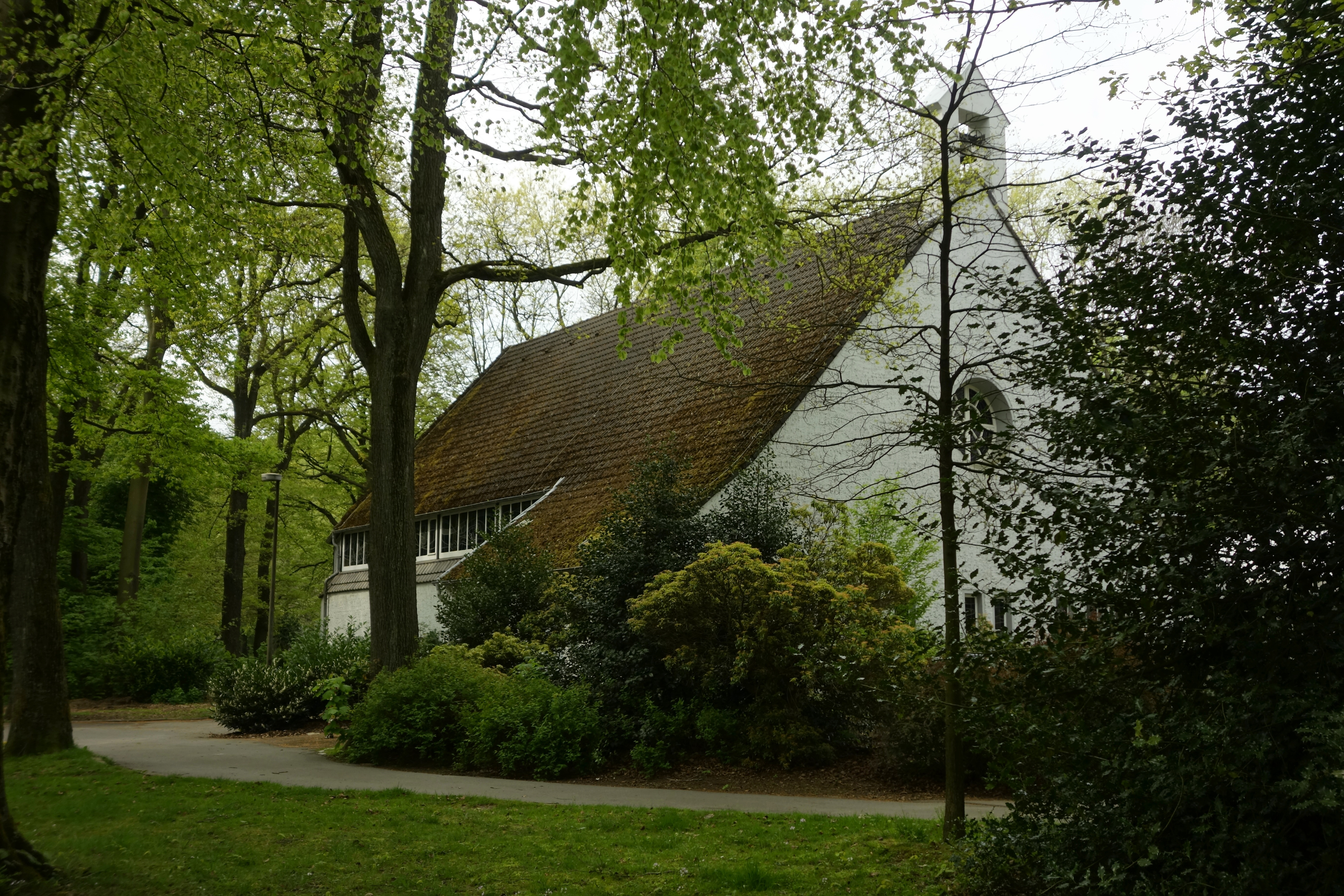
Johanneskirche

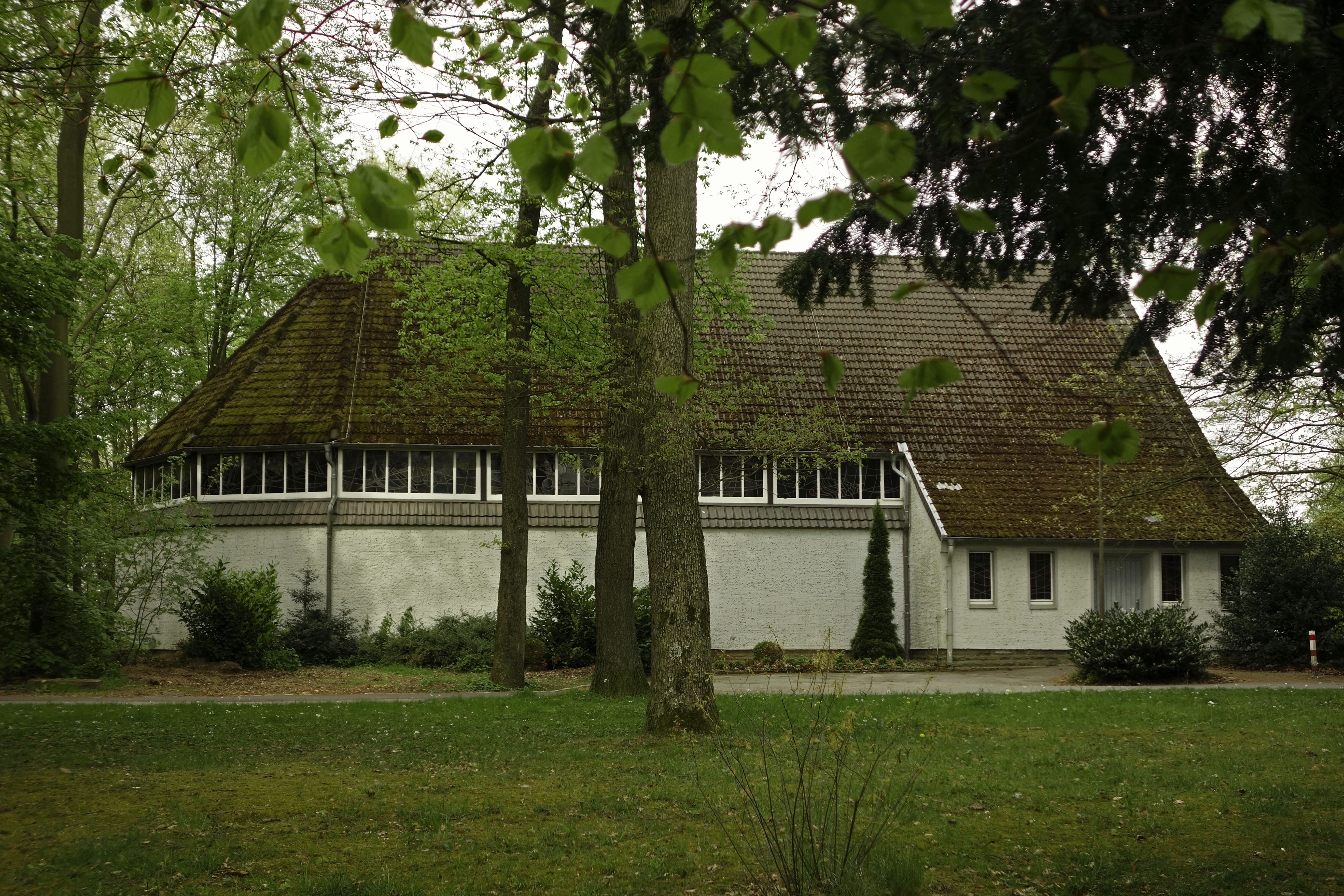
Johanneskirche, Ansicht von Südosten

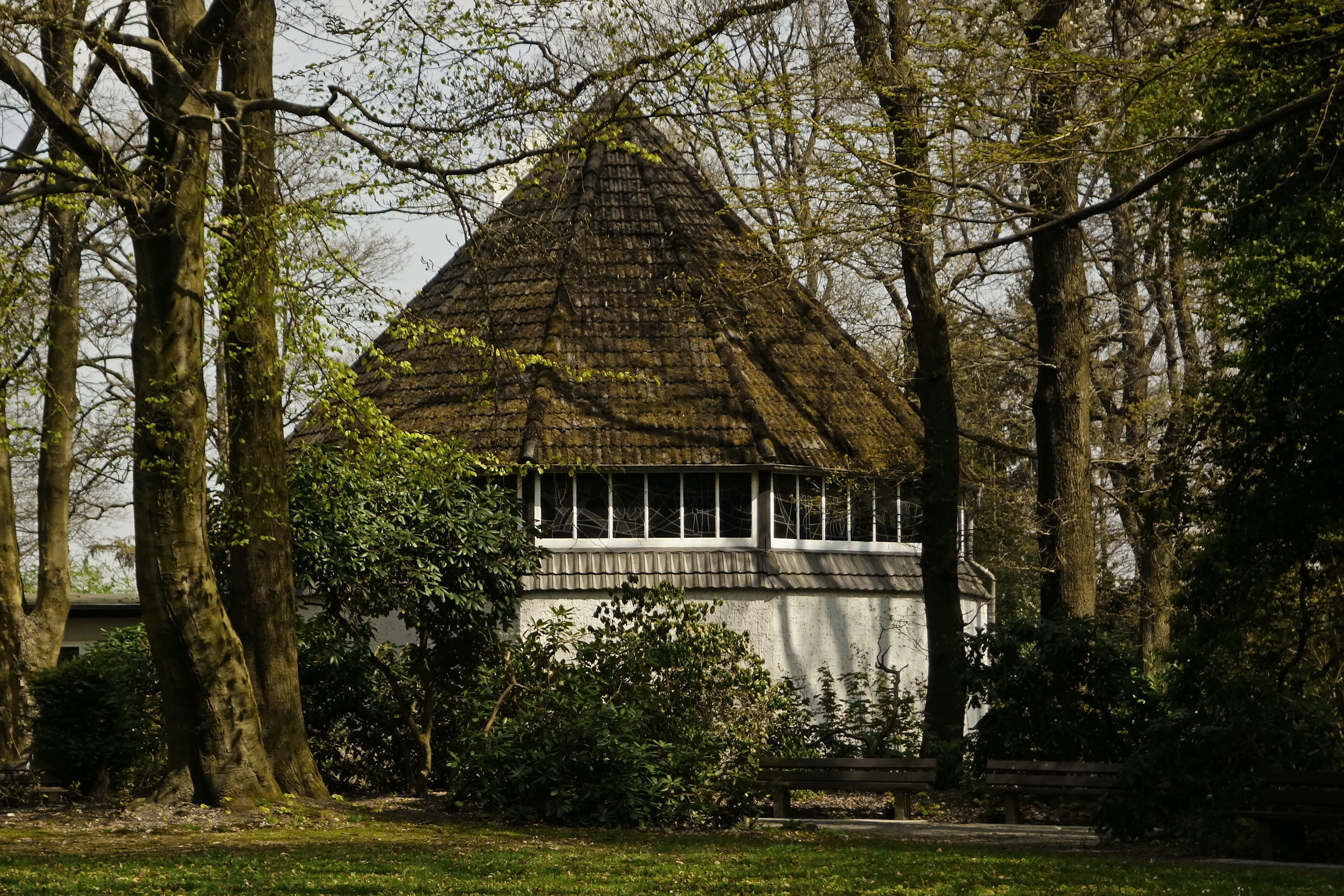
Johanneskirche (Choransicht) mit Von-der-Heydt-Park

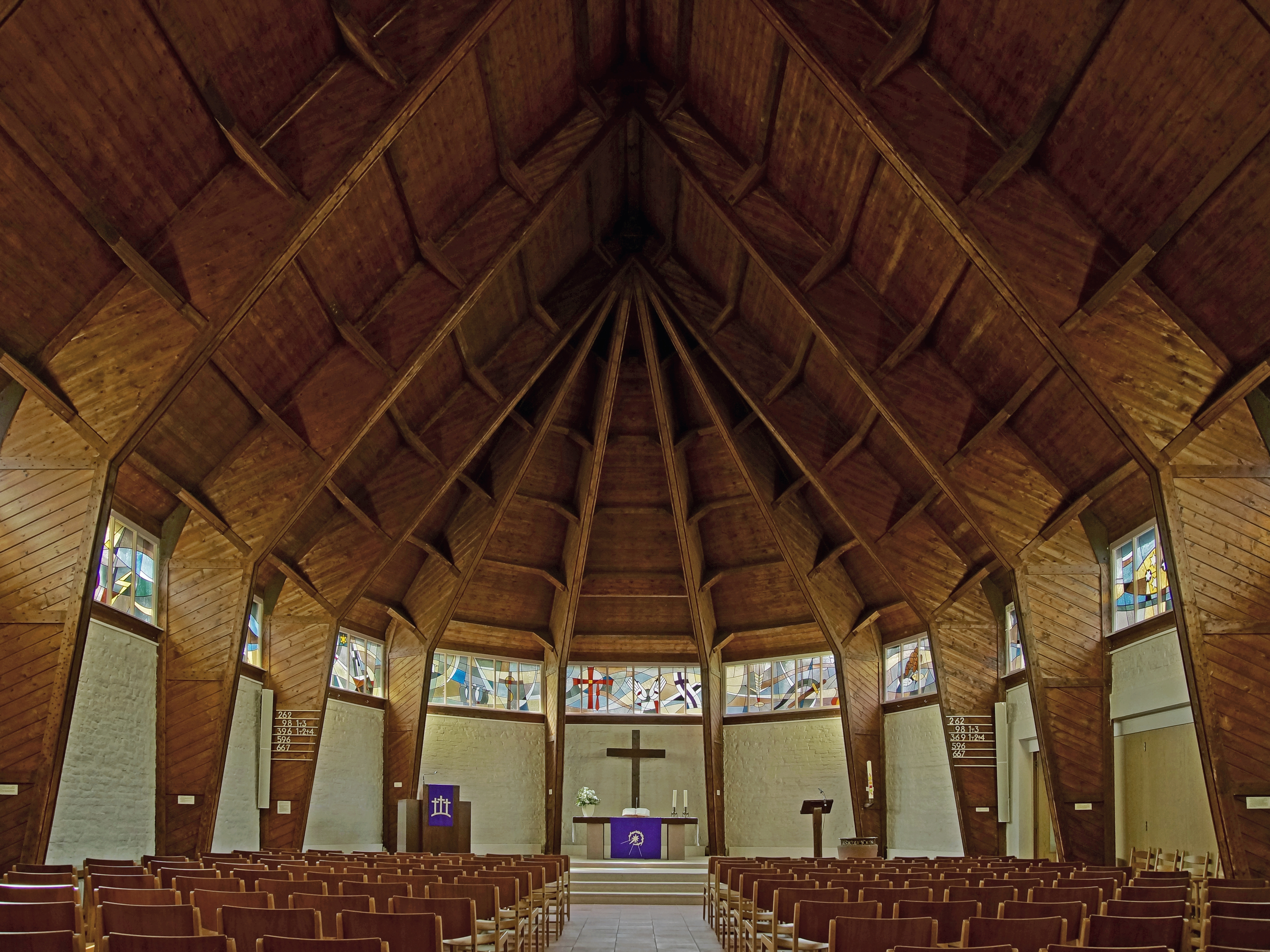
Johanneskirche, Blick zum Chor

Die Johanneskirche liegt im Süden des Wuppertaler Stadtbezirks Elberfeld am Rande des von-der-Heydt-Parks, in der Nähe des Friedenshains. Sie gehört seit 1970 mit der Christuskirche am Grifflenberg zur Evangelischen Kirchengemeinde Elberfeld-Südstadt im Kirchenkreis Wuppertal der Evangelischen Kirche im Rheinland.

## Baugeschichte
Als eine der 43 Notkirchen des Architekten Otto Bartning (1883–1959) wurde die Johanneskirche 1948/1949 nach dem Notkirchenprogramm des Evangelischen Hilfswerks für die von schweren Kriegsschäden betroffene Evangelisch-lutherische Gemeinde Elberfeld erbaut. Finanziert wurde der Bau hauptsächlich durch Spenden der amerikanischen Sektion des Lutherischen Weltbundes. Ökonomische, aber auch identitätsstiftende Bedeutung hatte zudem die Beteiligung handwerklicher Laien an den Bauarbeiten, bei denen auch Studenten der Kirchlichen Hochschule Wuppertal mitwirkten. Nach der Grundsteinlegung im September 1948 wurde die Wuppertaler Notkirche innerhalb von acht Monaten errichtet und am 17. April 1949 als erster Kirchenneubau Wuppertals nach dem Zweiten Weltkrieg eingeweiht; der Name „Johanneskirche“ bezieht sich auf den Evangelisten Johannes.

## Architektonische Merkmale
Wie alle von Otto Bartning entworfenen Notkirchen wurde auch die Johanneskirche nicht als Provisorium, sondern für eine langfristige Nutzung konzipiert. Signifikantes Merkmal ihrer reduktionistischen Architektur, die Bartning als „Bekenntnis zu der aus der Armut erwachsenden geistigen Freiheit“ verstand, ist die präfabrizierte, zeltartige Dreigelenkbinderkonstruktion aus Holz und ein vorwiegend aus Trümmersteinen errichtetes Mauerwerk. Der Grundriss entspricht dem Typ B des Notkirchenprogramms mit 5/10-Chorschluss. Die Weiterverarbeitung des aus dem Schwarzwald stammenden Holzes für das Tragwerk und die Ausstattung des Gebäudes erfolgte in Forchheim bei Karlsruhe. Das ursprünglich feste Gestühl fasste etwa 450 Besucher; der abtrennbare Raum unter der Empore ließ eine multifunktionale Nutzung zu.

## Änderungen in Baubestand und Ausstattung
Ein Stifter ermöglichte 1963 den Austausch der von Bartning favorisierten farblosen Verglasung des umlaufenden Fensterbandes durch Glasmalereien, in denen sich symbolhafte Motive aus dem Johannesevangelium und der Apokalypse mit freien Farbkompositionen verbinden. 1967 wurde ein Gemeindezentrum an die Nordwestseite der Johanneskirche angebaut und der ursprüngliche Vorbau mit Eingang an der Giebelseite entfernt. Seither wird der Kirchenraum über den Vorraum zum Gemeindezentrum erschlossen. Zeitgleich wurde auch die Ausstattung des Kirchenraumes (Kanzel, Chorschranken, Gestühl, Fußboden, Emporenkonstruktion) geändert und das Mauerwerk der nordwestlichen Langseite zum Gemeindezentrum hin geöffnet. 1971 löste eine Orgel aus der Werkstatt Werner Bosch das 1953 eingebaute und mehrfach erweiterte Vorgängerinstrument der Firma Emil Hammer Orgelbau ab. Trotz der Umgestaltungen der Johanneskirche blieb das für die Bartning-Notkirchen charakteristische Erscheinungsbild erhalten.

## Denkmalschutz
Seit dem 7. Juni 2004 steht die Johanneskirche nach § 2 (1) DSchG NW (Denkmal-Nr. 1896 der Denkmalliste der Stadt Wuppertal) unter Denkmalschutz.